# بررسی دو میکرون همه آسمان
بررسی دو میکرون همهٔ آسمان (انگلیسی: 2MASS) که با نام ۲ام‌ای‌اس‌اس (2MASS) هم شناخته می‌شود یک 
بررسی نجومی از کل آسمان در نور فروسرخ بود.این نقشه‌برداری بین سال‌های ۱۹۹۷ و ۲۰۰۱، در دو مکان مختلف انجام شد: یکی در رصدخانه فرد لارنس ویپل در ایالات متحده در کوه هاپکینز، آریزونا، و دیگری در رصدخانه میان‌آمریکایی سرو تولولو در شیلی، که هر کدام از یک تلسکوپ ۱٫۳ متری به‌ترتیب برای نیمکره‌های شمالی و جنوبی کره زمین استفاده می‌کردند. این نقشه‌برداری در فروسرخ با طول موج کوتاه در سه باند فرکانسی مجزا (J, H و K) در نزدیکی ۲ میکرومتر انجام شد، که بررسی نورسنجی با آشکارسازهای HgCdTe آن نام خود را از آن گرفته‌است.
2MASS یک فهرست نجومی با بیش از ۳۰۰ میلیون جرم مشاهده شده، از جمله سیارکهای منظومه شمسی، کوتوله‌های قهوه‌ای، ستارگان کم جرم، سحابی‌ها، خوشه‌های ستاره‌ای و کهکشان‌ها تولید کرد. علاوه بر این، ۱ میلیون شی در کاتالوگ منبع توسعه یافته 2MASS (2MASX) فهرست بندی شدند. اشیاء فهرست شده به ترتیب با پیشوند "2MASS" و "2MASX" تعیین می‌شوند.

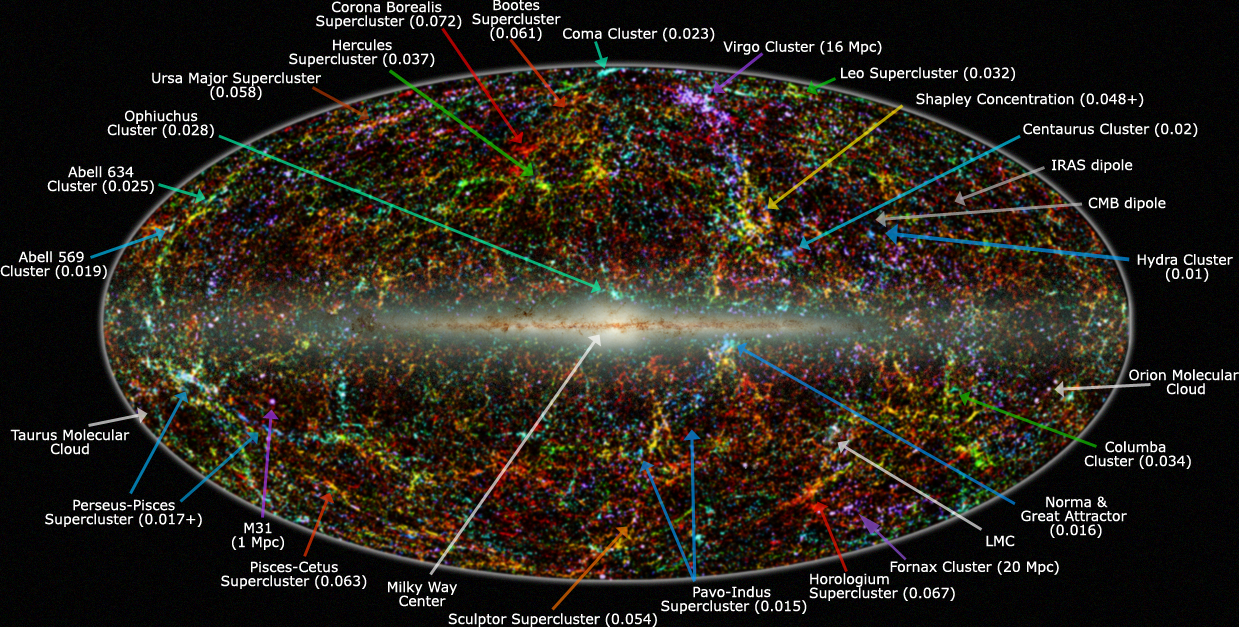
2MASS LSS
کاتالوگ نجومی، بررسی نجومی